# Повсталий з пекла 7: Армія мерців
Повсталий з пекла 7: Армія мерців (англ. Hellraiser: Deader) — американський фільм жахів 2003 року.

## Сюжет
Журналістка лондонської газети Емі Кляйн вирушає до Бухаресту, щоб розслідувати там дії таємної секти, члени якої добровільно розлучаються з життям шляхом самогубства. Вона з легкістю проникає в похмурий світ секти, але незабаром розуміє, що тепер у неї немає іншого шляху окрім як приєднатися до її учасників в приготуваннях до пришестя їх божества.

## У ролях
- Карі Вурер — Емі Кляйн
- Пол Ріс — Вінтер
- Саймон Кунц — Чарльз Річмонд
- Марк Воррен — Джоі
- Джорджина Райленс — Марла
- Даг Бредлі — Пінхед
- Іонут Черменскі — керівник групи
- Хью Джорджин — зарозумілий репортер
- Лінда Марлоу — Бетті
- Мадаліна Константін — Анна
- Іоана Абур — Катя
- Константін Барбулеску — орендодавець
- Даніель Чайрі — батько Емі
- Марія Пінтеа — юна Емі
- Мірча Константінеску — поліцейський 1
- Маріус Ратіу — поліцейський 2
- Нік Фанзу — керівний мрець
- Ден Чіріак — воскреслий мерець
- Аліна Раду — мрець 1
- Онут Думітру — мрець 2
- Мірча Хатеган — поліцейський
- Лаура Парасків — сенобіт
- Каталіна Александру — жертва сенобіта
- Меттью Деламер — доктор Кірхер
- Дар'я Енеску — дівчина пацієнт
- Сноуі Хайфілд — сенобіт
- Майк Дж. Ріган — сенобіт
- Петріса Войко — Crack-Head
- Санду Міхай Груя — таксист 1
- Іонуц Карменші — робітник
- Даніель Гіуркарін — кондуктор
- Дойна Гітеску — водій

## Цікаві факти
- Картина знімалася одночасно з восьмим фільмом.
- Початковий сценарій Ніла Маршалла Стівенса не мав нічого спільного з передісторією саги Клайва Баркера. Але коли продюсери зуміли придбати права на використання прибуткової назви, сценарист Тім Дей переписав сценарій і додав до нього Пінхеда і сенобітів.